# Big Beaver
Big Beaver è un comune (borough) degli Stati Uniti d'America, nella contea di Beaver nello Stato della Pennsylvania. Secondo il censimento del 2010 la popolazione è di 1.970 abitanti.

## Società

### Evoluzione demografica
La composizione etnica vede una prevalenza della razza bianca (97,4%) seguita da quella afroamericana (1,5%), dati del 2010.
| borough di Big Beaver Popolazione |       |
| 2000                              | 2.186 |
| 2010                              | 1.970 |